# The Wandering Village
The Wandering Village ist ein Survival-Aufbau-Strategiespiel mit Roguelike-Elementen des Schweizer Entwicklerstudios Stray Fawn Studio, das stark vom Anime-Film Nausicaä aus dem Tal der Winde inspiriert wurde. Der Spieler leitet die Geschicke einer Gruppe Vertriebener in einer postapokalyptischen Welt, die auf dem Rücken einer riesigen Kreatur Zuflucht gefunden haben. Neben der Verwaltung der Siedlung kann der Spieler den Weg der Kreatur durch die Welt beeinflussen und dabei auf Umweltgefahren, Ressourcen und andere Überlebende treffen, muss sich aber auch um das Wohlbefinden der Kreatur kümmern.
Das Spiel wurde am 14. September 2022 als Early-Access-Titel für den PC veröffentlicht. Die Vollversion erschien am 17. Juli 2025 auch für gängige Konsolen.

## Spielprinzip
Wie in anderen Städtebausimulationen auch besteht die Hauptaufgabe darin eine Siedlung mit Produktionsketten zu errichteten und so die Bedürfnisse der Bewohner zu erfüllen. Der Spieler steuert diesen Prozess aus der Vogelperspektive oder einer 2,5-D-Nahansicht und lässt Gebäude und Wege zu errichten oder Flächen für die Herstellung von Nahrungsmitteln oder anderen Rohstoffen verwenden. Besondere Herausforderungen sind hier Umgebungseinflüsse, z. B. wenn die Kreatur eine Giftwolke durchquert oder ein Sturm über die Siedlung zieht, sowie der begrenzte Platz auf dem Rücken der Kreatur, aufgrund dessen das Spiel sich weniger um Expansion, sondern um die Optimierung von Abläufen und der Raumausnutzung dreht.
Eine zweite Spielebene ist die Bewegung der Kreatur durch die verheerte Umwelt, welche über eine separate Karte beeinflusst werden kann, sobald die Dorfbewohner die Gunst der Kreatur gewonnen haben. Je nach Umgebung muss Wasser gehortet werden, gedeihen Ackerfrüchte unterschiedlich gut und können Kundschafter ausgesandt werden, um Rohstoffe, altes Wissen oder Überlebende finden, die handeln oder sich in der Siedlung niederlassen wollen. Ebenso können die Kundschafter allerdings auch verunglücken oder vergiftet werden, wenn sie auf gefährliche Missionen geschickt werden, und müssen dann versorgt werden.
Die Kreatur hat ihrerseits ebenfalls Bedürfnisse, welche berücksichtigt werden müssen. So kann sie zu besonderer Eile angetrieben werden, um giftige Gegenden schneller zu durchqueren, muss aber auch regelmäßig rasten und kann ihrerseits krank werden oder von parasitären Pflanzen befallen werden, wenn sie zu lange in gefährlichem Gebiet verweilt. Selbiges kann passieren, wenn sie vergiftete Nahrung zu sich nimmt. Stattdessen kann die Siedlung Nahrung bereitstellen, welche dann allerdings den Bewohnern fehlt. Kümmert sich der Spieler nicht um diese Bedürfnisse, schüttelt die Kreatur sich beispielsweise, um Parasiten loszuwerden, was Gebäude zum Einstürzen bringen kann.
Der Spieler kann sich entscheiden symbiotisch mit der Kreatur zu leben oder diese parasitär auszunutzen. Auf dem Rücken wachsende Hörner können z. B. herausgezogen werden, was der Kreatur Schmerzen bereitet und dem Spieler Zugriff auf ihr nahrhaftes Blut gewährt. Medizinleute können sich um die Gesundheit der Kreatur kümmern und Bauern können ihren Kot nutzen, um damit ihre Felder zu düngen. Aus diesem Geben und Nehmen entwickelt sich eine Beziehung zwischen der Kreatur und ihren Bewohnern. Je nachdem wie sehr die Kreatur den Bewohnern vertraut, hört sie besser oder schlechter auf ihre Wünsche hinsichtlich ihrer Route und Pausenzeiten.

### Handlung und Spielwelt
Die Welt von The Wandering Village wird nach einer Naturkatastrophe von einer mysteriösen Pflanze überwuchert, welche giftige Sporen absondert. Eine Gruppe Nomaden ist gezwungen ihre Heimat zu verlassen und findet Schutz auf dem Rücken einer riesigen, wandernden Kreatur, die sie „Onbu“ nennen.

## Technik
The Wandering Village verwendet eine Mischung aus 3D-Grafiken für die Landschaft, Umwelt und die Kreatur sowie von Hand gezeichneten und animierten 2D-Grafiken für Gebäude und die Bewohner der Siedlung, welche sich optisch gut vom Rest der Spielwelt abheben.
Das Spiel bietet eine Schnittstelle mit der Streamingplattform Twitch, über welche es möglich ist die Zuschauer per Chat darüber entscheiden zu lassen welchen Weg die Kreatur durch die Spielwelt einschlägt.

## Entwicklung
Die Inspiration für das Spiel lieferte eine Illustration einer Schildkröte, die eine ganze Welt auf ihrem Rücken trug, welche die beiden leitenden Entwickler 2016 auf einer lokalen Kunstausstellung in Zürich sahen. Die eigentliche Entwicklung des Spiels begann Anfang 2019, während das Studio noch an Nimbatus arbeitete. Im Oktober und November 2020 wurde die Fertigstellung des Spiels mittels einer Crowdfunding-Kampagne finanziert: Das Finanzierungsziel von 30.000 Euro wurde binnen weniger Stunden erreicht, bis Abschluss des Finanzierungszeitraums kamen knapp 156.000 Euro von etwa 6.500 Unterstützern zusammen. Ursprünglich sollte das Spiel in der zweiten Jahreshälfte 2021 im Early-Access-Modell erscheinen.
Am 14. September 2022 wurde das Spiel schließlich in dieser Vorabversion für den PC veröffentlicht. Am 20. Juli 2023 erschien es auch im Previewprogramm der Xbox Series und erhielt ein neues Biom: Ozeane. Am 18. Januar 2024 erschien ein Update, welches die KI der Dorfbewohner verbesserte und die Benutzeroberfläche umgestaltete. Am 25. März 2024 wurde Handel als neue Spielmechanik eingeführt und umfangreiche Änderungen an der Wirkweise von Vergiftungen vorgenommen.
Bis zur Vollveröffentlichung sollen noch das Biom Ruinen, zähmbare Vögel und Parasiten an der Kreatur Onbu implementiert werden. Außerdem soll das Sammeln von Ressourcen verbessert und eine umfangreichere Handlung hinzugefügt werden.
Die Vollversion erschien am 17. Juli 2025 für Windows, PlayStation 4, PlayStation 5, Xbox One, Xbox Series X/S und Nintendo Switch.

## Rezeption
Auf der Gamescom 2022 erzielte das Spiel, u. a. aufgrund eines detaillierten Modells der Kreatur und der Siedlung auf ihrem Rücken, besondere Aufmerksamkeit und galt als einer der Überraschungserfolge des „Indie Arena Booth“. Am Veröffentlichungswochenende war es der am vierthäufigsten verkaufte Titel auf der Distributionsplattform Steam. In den ersten drei Tagen nach Veröffentlichung wurden 40.000 Kopien abgesetzt. Nach neun Tagen hatte das Spiel sich bereits über 100.000-mal verkauft. Bis Mitte 2023 wurden 250.000 Kopien abgesetzt.
Auch die Fachpresse bewertete das Spiel positiv. Hervorgehoben wurden die Puzzle-Aspekte der beständigen Optimierung der eigenen Siedlung, die enge emotionale Bindung an die Kreatur Onbu sowie grafische und musikalische Anleihen bei verschiedenen Anime, insbesondere von Studio Ghibli. Kritisiert wurden mangelnde Wiederspielbarkeit, fehlende Langzeitziele und die bisher kaum ausgearbeitete Hintergrundwelt. Deutschlandfunk Nova schrieb, das Spiel sähe aufgrund der bunten Szenerie „eher fröhlich und gemütlich aus – doch im Grunde handelt es sich um eine post-apokalyptische Welt“. Je nach Spielertyp könne „die eine oder andere Spielkomponente“ im Fokus stehen. Dies gäbe dem Spiel einen zusätzlichen Reiz.
Aufgrund der Behandlung von Themen wie Umweltverschmutzung, Ressourcenknappheit und -Konkurrenz sowie der Reaktionsfähigkeit der Kreatur Onbu, wird das Spiel als Vertreter einer Entwicklung wahrgenommen, welche ökologische Aspekte verstärkt in den Fokus von Computerspielen rückt. Statt um Wachstum und Konkurrenzkämpfe, gehe es um Ressourcenverwaltung und ein produktives Miteinander.
The Wandering Village wurde beim Deutschen Entwicklerpreis 2022 als bestes deutsches Spiel ausgezeichnet.
Games.ch lobte im Test der Releaseversion die Handlung und die Grafik. Die „knapp drei Jahre Entwicklungszeit wurden effizient und sinnvoll genutzt“. Ein Manko sei allerdings die Benutzeroberfläche, die etwas überladen wirke.

„Entschleunigtes, gleichzeitig herausforderndes Survival-Aufbauspiel in immersiver Postapokalypse mit Dorf auf liebenswertem Riesendino.“